# Christof Hetzer
Christof Hetzer (geboren 1976 in Salzburg) ist ein österreichischer Bühnen- und Kostümbildner.

## Leben und Werk
Hetzer studierte bei Erich Wonder in der Meisterklasse für Bühnen- und Kostümgestaltung an der Akademie der bildenden Künste in Wien und schloss 2001 mit Auszeichnung ab. Seither arbeitet er als freier Bühnen- und Kostümbildner in Schauspiel und Oper. Er arbeitete und arbeitet mit namhaften Regisseurinnen und Regisseuren, wie Pierre Audi, Constanze Macras, Hans Neuenfels und Christian Stückl, und wurde unter anderem von folgenden Bühnen verpflichtet: der Schaubühne am Lehniner Platz in Berlin, dem Theater Bremen, dem Theater der Stadt Köln, dem Theater Heidelberg, dem Luzerner Theater, dem Theater Basel, dem Münchner Volkstheater und der Bayerischen Staatsoper in München, der Oper Frankfurt, dem Nationaltheater Mannheim und der Vlaamse Opera in Antwerpen.
Mit dem Regisseur David Hermann verbindet Hetzer eine langjährige Zusammenarbeit. 2004 brachten sie Mozarts Frühwerk Ascanio in Alba am Nationaltheater Mannheim heraus. Diese Inszenierung war auch 2006 bei den Salzburger Festspielen zu sehen, es dirigierte Ádám Fischer. 2007 stattete er den dritten Teil einer Monteverdi-Trilogie an der Oper Frankfurt aus, sowie Claudel/Honeggers Jeanne d’Arc au bûcher am Theater Basel. Es folgten, wiederum gemeinsam mit Hermann, Sing für mich, Tod! bei der Ruhrtriennale 2009, L'Heure espagnole/La vida breve sowie Charpentiers Médée an der Oper Frankfurt. Die Zusammenarbeit von Regisseur und Ausstatter setzte sich fort mit Tschaikowskis Eugen Onegin in Luzern, Berlioz’ Les Troyens am Badischen Staatstheater Karlsruhe, 2012 mit Rossinis Il turco in Italia an De Nederlandse Opera in Amsterdam, Mozarts Zauberflöte an der Vlaamse Opera Antwerpen sowie Lachenmanns Das Mädchen mit den Schwefelhölzern an der Deutschen Oper Berlin.
An der Komischen Oper Berlin entwarf er das Bühnenbild für Hans Neuenfels Inszenierung von Verdis La Traviata. Gemeinsam mit Pierre Audi erarbeitete die Uraufführung von Henzes Gisela! oder: Die merk- und denkwürdigen Wege des Glücks bei der Ruhr.2010 und Händels Orlando am Theatre de la Monnaie in Brüssel. Diese Produktion wurde auch beim Holland Festival 2014 in Amsterdam gezeigt, es dirigierte René Jacobs. Wiederum mit Audi folgten die Kostüme für Wagners Parsifal in Amsterdam (das Bühnenbild stammte hier vom Bildhauer Anish Kapoor) sowie 2014 Bühne und Kostüme für Verdis Rigoletto an der Wiener Staatsoper.
2012 debütierte der Künstler bei den Bayreuther Festspielen – mit einer Neuproduktion des Fliegenden Holländers. Es inszenierte Jan Philipp Gloger, es dirigierte Christian Thielemann. Die Kostüme entwarf Karin Jud. 2015 wurde der Künstler erstmals von den Bregenzer Festspielen verpflichtet und arbeitete dort erstmals mit dem Regisseur Stefan Herheim und der Kostümbildnerin Esther Bialas zusammen. Die dortige Neuproduktion von Offenbachs Les Contes d'Hoffmann wurde mit großem Beifall von Publikum und Presse aufgenommen und anschließend auch von der Oper Köln gezeigt. Wiederum mit Herheim am Regiepult folgte Mozarts Le nozze di Figaro an der Hamburgischen Staatsoper, die Kostüme entwarf Gesine Völlm. Im Februar 2016 hatte Janáčeks Věc Makropulos (Die Sache Makropoulos) an der Deutschen Oper Berlin Premiere. Es inszenierte David Hermann, es dirigierte Donald Runnicles.
In Hetzers Ausstattung kam im Mai 2016 eine Pariser Neuinszenierung von Wagners Tristan und Isolde unter der Regie von Pierre Audi heraus, Daniele Gatti dirigierte. Im Juli 2016 gestaltete er – im Rahmen der Salzburger Festspiele – Bühne und Kostüme einer Deborah-Warner-Inszenierung von Shakespeares Der Sturm auf der Pernerinsel in Hallein.

## Auszeichnung
- 2011: Hein-Heckroth-Bühnenbildpreis (Förderpreis)
- 2013: International Opera Award (Nominierung)